# Bari Football Club 1927-1928
Questa voce raccoglie le informazioni riguardanti il Bari Football Club nelle competizioni ufficiali della stagione 1927-1928.

## Stagione

### Disputa del girone D da parte del "Bari FC"
Il "Bari Football Club" (nome che ha sostituito quello precedente, Liberty, solo da alcuni mesi) deve ricominciare una nuova stagione in Prima Divisione, dopo aver sfiorato l'ingresso in massima serie (la Divisione Nazionale) nell'annata precedente. I commercianti baresi che gestiscono la società investono cospicue somme per il rafforzamento della rosa (anche con l'aiuto della federazione fascista), nel tentativo di facilitare la promozione. Si punta molto anche sul "reuccio" Raffaele Costantino.
A sorpresa, nella stagione '27-'28 viene inclusa nel girone meridionale di prima divisione la Fiorentina (alcuni giornali sostengono che tale iniziativa sia presa per facilitare la promozione ai toscani, giacché le formazioni meridionali sono considerate dalla critica meno forti di quelle settentrionali).
Nelle prime sei giornate il Bari raccoglie cinque vittorie e un pareggio (quello esterno di Taranto, risultato di una gara combattuta). In settima giornata (l'ultima d'andata) i biancoblu giocano a Firenze la prima trasferta di una formazione barese, a una distanza maggiore a quella di Roma. La notte prima della partita, mentre dorme in albergo Costantino si lussa un braccio in un movimento scomposto e quindi non è disponibile contro i fiorentini, che poi vincono siglando un rigore allo scadere. Comunque i biancoblu chiudono il girone d'andata a quota 11, con due punti di vantaggio sui toscani.
Nella prima di ritorno a Foggia, Costantino è ancora indisponibile perché consegnato in caserma (il ragazzo è di leva al militare; inizialmente elude il turno ma a seguito di segnalazione dei foggiani viene prelevato dai superiori) e il Bari perde per 1-2. Dopo la seconda sconfitta consecutiva i biancoblu sono stressati e demoralizzati; vincono di misura il derby contro l'Ideale ma immeritatamente. I nero-verdi volevano dedicare l'incontro al compagno Peppino Ugenti, scomparso qualche giorno prima.
Le formazioni in campo sono: Bari FC - De Carli, Castellano, Minunno, Lella III, Brezzi, A. Lella, Bellomo, Costantino, Corengia, Piccinni, Rastelli; Ideale - Lodolo, Alboreto, Moretti, Spilotros, Plemich, Lamastra, Petrillo, Salonna, Coda, Chirico, Zito.
Al termine della gara i giocatori delle due squadre baresi (rivali da diversi anni) si stringono la mano. In seguito i biancoblu vincono due gare (questa volta il Taranto è battuto 3-0) e ne pareggiano una a Terni, prima dell'incontro al vertice con i gigliati all'ultima giornata. Già da qualche settimana i giornali parlano di una lotta per il primo posto ormai circoscritta a Bari e Fiorentina; le due squadre affrontano l'incontro entrambe con 18 punti (in testa alla classifica) ma i baresi dovrebbero recuperare la gara contro il Savoia. In occasione di Bari-Fiorentina si ha la prima prevendita di biglietti della storia. Siamo al 15 gennaio 1928: sono passati esattamente vent'anni da quando Floriano Ludwig fondava il FBC Bari, in un modesto locale nei pressi della stazione centrale del capoluogo, assieme ad altri oriundi.
Queste le formazioni delle due contendenti: Bari FC - De Carli, Castellano, Minunno, Lella III, Brezzi, Vescina, Costantino, Abriani, Corengia, Bellomo, Rastelli.
Fiorentina: Sernagiotto, Calzolari, Romeo, Pratoverde, Staccione, Salvatorini, Scazzola, Bernetti, Miconi, Bassi, Rivolo.
Le due squadre giocano con ardore ma alla fine prevale il Bari, che quindi stacca di due lunghezze i gigliati e ottiene una storica promozione in Divisione Nazionale. A partita terminata i tifosi baresi regalano ai giocatori toscani, goliardicamente, ceste di finocchi e limoni. Una settimana dopo viene vinto a tavolino anche il recupero contro il Savoia.

### Nascita dell'"US Bari" e sconfitta negli spareggi per il titolo
La sera del 27 febbraio 1928, nella sede della federazione fascista di Bari si riuniscono il podestà Araldo di Crollalanza, Raffaele Gorjux (per la stampa) e i proprietari di Bari e Ideale, convocati tutti dal segretario federale D'Addabbo. Lo stesso segretario, dopo aver disposto una discussione sull'unificazione dei programmi, ordina la fusione delle due società nell'Unione Sportiva Bari. Dunque la fusione è inizialmente dettata per volere e secondo i programmi del regime (non solo nel caso del Bari). Nell'ambiente dell'Ideale sono diversi i malumori per questa fusione ma col passare del tempo si ridurranno gradatamente.
La nuova società calcistica prevede anche una rivoluzione dei quadri dirigenziali: Alfredo Atti, già presidente dell'Ideale lo è ora della nuova U. S. Bari; Franco Gallesi ne diventa direttore sportivo, Plemich allenatore.
Con Plemich i biancoblu concludono il girone finale a quattro squadre, allo stesso punteggio delle altre tre (6 punti). A Roma, nell'incontro d'eliminazione diretta sono sconfitti 0-2 dalla Pistoiese: il primo goal nasce da una palla mal trattenuta da De Carli, il secondo da un'autorete di Lella III.
(Gianni Antonucci; Bari e il Bari, Mario Adda Editore, Bari, 2008. P. 58.)

## Divise
Le divise per la stagione '27-'28 furono le seguenti:
| Prima divisa | Seconda Divisa |

## Organigramma societario
Area direttiva
- Presidente: Franco Galesi

Area tecnica
- Direttore sportivo: Enrico Storelli
- Allenatore: Franco Galesi

## Rosa
| N. |                   | Ruolo | Calciatore         |
| -- | ----------------- | ----- | ------------------ |
|    | Italia (bandiera) | P     | Giovanni De Carli  |
|    | Italia (bandiera) | D     | Giovanni Brezzi    |
|    | Italia (bandiera) | D     | Dino Castellano    |
|    | Italia (bandiera) | D     | Lella III          |
|    | Italia (bandiera) | D     | Vito Minunno       |
|    | Italia (bandiera) | D     | Ardito Monti       |
|    | Italia (bandiera) | C     | Gaetano De Marzo   |
|    | Italia (bandiera) | C     | Antonio Lella (II) |
|    | Italia (bandiera) | C     | Salvatore Vescìna  |

| N. |                   | Ruolo | Calciatore                     |
| -- | ----------------- | ----- | ------------------------------ |
|    | Italia (bandiera) | A     | Dante Corengia                 |
|    | Italia (bandiera) | A     | Pietro Bellomo                 |
|    | Italia (bandiera) | A     | Raffaele Costantino (capitano) |
|    | Italia (bandiera) | A     | Francesco Rastelli             |
|    | Italia (bandiera) | ?     | Ariberto Abriani               |
|    | Italia (bandiera) | ?     | Felice Albanese                |
|    | Italia (bandiera) | ?     | Cattaneo                       |
|    | Italia (bandiera) | ?     | Lella IV                       |
|    | Italia (bandiera) | ?     | Giuseppe Piccinni              |

## Calciomercato

### Sessione estiva
| Acquisti | Acquisti           | Acquisti               | Acquisti   |
| R.       | Nome               | da                     | Modalità   |
| -------- | ------------------ | ---------------------- | ---------- |
| P        | Giovanni De Carli  | GC Vigevanesi          | definitivo |
| D        | Ardito Monti       | G.S. Ferrovieri Milano | definitivo |
| D        | Giovanni Brezzi    | GC Vigevanesi          | definitivo |
| A        | Francesco Rastelli | Alessandria            | definitivo |
| A        | Dante Corengia     | Pro Patria             | definitivo |

| Cessioni | Cessioni           | Cessioni          | Cessioni |
| R.       | Nome               | da                | Modalità |
| -------- | ------------------ | ----------------- | -------- |
| P        | Ciro Visciano      | Savoia            | ?        |
| P        | Florindo Cervini   | San Pasquale Bari | ?        |
| A        | Domenico Locatelli | Lecce             | ?        |

## Risultati

### Prima Divisione

#### Girone di andata
| Bari 25 settembre 1927 1ª giornata             | Bari FC   | 2 – 1 | Foggia | Campo degli Sports |
| \| \| \| \| \| Costantino \| Marcatori \| ? \| |           |       |        |                    |
|                                                |           |       |        |                    |
| Costantino                                     | Marcatori | ?     |        |                    |

| Arbitro: | Magliulo (Livorno) |

|  |           |                                       |
|  | Marcatori | 15’ Rastelli 49’ De Marzo 60’ Bellomo |

| Tivoli 9 ottobre 1927 3ª giornata                       | Tivoli    | 1 – 2               | Bari FC | Campo "Gregoriano" |
| \| \| \| \| \| ? \| Marcatori \| Costantino Rastelli \| |           |                     |         |                    |
|                                                         |           |                     |         |                    |
| ?                                                       | Marcatori | Costantino Rastelli |         |                    |

| Bari 16 ottobre 1927 4ª giornata                      | Bari FC   | 2 – 1 | Terni | Campo degli Sports |
| \| \| \| \| \| De Marzo Corengia \| Marcatori \| ? \| |           |       |       |                    |
|                                                       |           |       |       |                    |
| De Marzo Corengia                                     | Marcatori | ?     |       |                    |

| Arbitro: | Osti (Ferrara) |

|                     |           |                            |
| Caputo 5’ Rossi 65’ | Marcatori | 50’ Bellomo 87’ Costantino |

| Bari 30 ottobre 1927 6ª giornata                      | Bari FC   | 2 – 0 | Savoia | Campo degli Sports |
| \| \| \| \| \| Corengia Costantino \| Marcatori \| \| |           |       |        |                    |
|                                                       |           |       |        |                    |
| Corengia Costantino                                   | Marcatori |       |        |                    |

| Arbitro: | Mastellari (Bologna) |

|                        |           |  |
| Salvatorini 90’ (rig.) | Marcatori |  |

#### Girone di ritorno
| Arbitro: | Carrano (Firenze) |

|                      |           |             |
| Poli 25’, 70’ (rig.) | Marcatori | 80’ Vescina |

| Arbitro: | Serra |

|                |           |  |
| Costantino 16’ | Marcatori |  |

| Bari 4 dicembre 1927 10ª giornata                             | Bari FC   | 6 – 0 | Tivoli | Campo degli Sports |
| \| \| \| \| \| Corengia Costantino Minunno \| Marcatori \| \| |           |       |        |                    |
|                                                               |           |       |        |                    |
| Corengia Costantino Minunno                                   | Marcatori |       |        |                    |

| Terni 11 dicembre 1927 11ª giornata          | Terni     | 1 – 1    | Bari FC | Campo Sportivo di viale Brin |
| \| \| \| \| \| ? \| Marcatori \| Rastelli \| |           |          |         |                              |
|                                              |           |          |         |                              |
| ?                                            | Marcatori | Rastelli |         |                              |

| Arbitro: | Mattea (Torino) |

|                                      |           |  |
| Bellomo 5’ Brezzi 42’ Costantino 61’ | Marcatori |  |

| 22 gennaio 1928 25ª giornata                                                        | Savoia    | 0 – 2                                             | Bari FC |  |
| \| \| \| \| \| \| Marcatori \| vinta dal Bari a tavolino per rinuncia del Savoia \| |           |                                                   |         |  |
|                                                                                     |           |                                                   |         |  |
|                                                                                     | Marcatori | vinta dal Bari a tavolino per rinuncia del Savoia |         |  |

| Arbitro: | Mauro (Domodossola) |

|                                               |           |                                         |
| Rastelli 6’, 46’, 55’ Abriani 42’ Bellomo 61’ | Marcatori | 32’ Miconi 37’ Bernetti 73’ Salvatorini |

## Statistiche

### Statistiche di squadra
| Competizione    | Punti | In casa | In casa | In casa | In casa | In casa | In casa | In trasferta | In trasferta | In trasferta | In trasferta | In trasferta | In trasferta | Totale | Totale | Totale | Totale | Totale | Totale | DR  |
| Competizione    | Punti | G       | V       | N       | P       | Gf      | Gs      | G            | V            | N            | P            | Gf           | Gs           | G      | V      | N      | P      | Gf     | Gs     | DR  |
| Prima Divisione | 28    | 10      | 10      | 0       | 0       | 28      | 5       | 11           | 3            | 2            | 6            | 11           | 22           | 21     | 13     | 2      | 6      | 39     | 27     | +12 |
| --------------- | ----- | ------- | ------- | ------- | ------- | ------- | ------- | ------------ | ------------ | ------------ | ------------ | ------------ | ------------ | ------ | ------ | ------ | ------ | ------ | ------ | --- |

### Statistiche dei giocatori
| Giocatore     | Prima Divisione | Prima Divisione | Prima Divisione | Prima Divisione |
| Giocatore     | Presenze        | Reti            | Ammonizioni     | Espulsioni      |
| ------------- | --------------- | --------------- | --------------- | --------------- |
| E. Abriani    | 8               | 4               | ?               | ?               |
| F. Albanese   | 3               | 0               | ?               | ?               |
| P. Bellomo    | 20              | 5               | ?               | ?               |
| G. Brezzi     | 15              | 2               | ?               | ?               |
| D. Castellano | 19              | 0               | ?               | ?               |
| Cattaneo      | 1               | 0               | ?               | ?               |
| R. Costantino | 12              | 11              | ?               | ?               |
| D. Corengia   | 21              | 7               | ?               | ?               |
| G. De Carli   | 21              | -12             | ?               | ?               |
| G. De Marzo   | 12              | 2               | ?               | ?               |
| A. Lella (II) | 14              | 0               | ?               | ?               |
| Lella III     | 18              | 0               | ?               | ?               |
| Lella IV      | 5               | 0               | ?               | ?               |
| V. Minunno    | 16              | 1               | ?               | ?               |
| A. Monti      | 10              | 0               | ?               | ?               |
| G. Piccinni   | 9               | 0               | ?               | ?               |
| F. Rastelli   | 13              | 6               | ?               | ?               |
| S. Vescìna    | 14              | 1               | ?               | ?               |